# 김위만
김위만(金位漫, 1979년 6월 23일~)은 재일 한국인 축구 선수이다. 현역 시절 포지션은 미드필더였다.